# Maria Julia Mochnacka
Maria Julia Mochnacka (ur. 6 listopada 1898 , zm. 4 października 1978) –  polska  dyplomowana pielęgniarka w stopniu pułkownika Pomocniczej Służby Kobiet, naczelna siostra przełożona Wojskowego Korpusu Sióstr  Służby Zdrowia Polskich Sił Zbrojnych na Zachodzie.

## Życiorys
Ukończyła uniwersytet w Lozannie w 1922, ukończyła szkołę pielęgniarstwa w Warszawie w 1925, jako stypendystka Ligi Stowarzyszeń Czerwonego Krzyża odbyła kursy podyplomowy w Bedford College w Londynie (1925-1926). Organizatorem kursu była fundacja The Florence Nigtinngale Internationale Faundation która została nazwana na cześć Florence Nightingale. Maria była także uczestniczką kursu w Uniwersytecie Kalifornijskim w Berkeley. Po powrocie do Polski została przełożoną pielęgniarek w Szpitalu Ujazdowskim w Warszawie (1926-1927). W 1927 w Katowicach jednym z problemów był niedobór pielęgniarek, rozwiązaniem problemu była inicjatywa zorganizowania szkoły dla pielęgniarek. Inicjatorem organizacji był Śląski Okręg Polskiego Czerwonego Krzyża, organizatorkami szkoły pielęgniarstwa w Katowicach były Maria Mochnacka i Anna Martin  (1927-1929). W późniejszym czasie Maria otrzymała pracę w Inspektoracie Ubezpieczeń w Warszawie. Od 1929 roku wydawane  było w Polsce  czasopismo Pielęgniarka Polska, wydawcą było    Polskie Stowarzyszenie Pielęgniarek Zawodowych pod redakcją Hanny Chrzanowskiej i Jadwigi Suffczyńskiej. W składzie komitetu redakcyjnego tego czasopisma w latach 1929-1939 była Maria Mochnacka. Aktywnie działała  także w  Polskim Stowarzyszeniu Pielęgniarek Zawodowych, w 1937 zasiadała w zarządzie organizacji, pełniła funkcję sekretarza. W tym czasopiśmie w artykule swojego autorstwa poruszyła temat pomocy dla emigrantów polskich poza granicami kraju. 
W 1939 otrzymała propozycję rządu Turcji pokierowanie szkołą pielęgniarstwa, przyjęła propozycję, . Od sierpnia 1940 Mochnacka pełniła funkcję dyrektorki Szkoły Pielęgniarstwa która działała w Aksaray (dzielnica Satambułu), jej zastępcą była Fatma Bengisu.
Szkoła pielęgniarek z internatem znajdowała się w Aksaray (dawny budynek rezydencji Kazaskera Ali Rizy Beya przy ulicy Haseki Caddesi), była to pierwsza szkoła pielęgniarstwa w Turcji która istniała od 1924. Do szkoły przyjmowano absolwentki szkół średnich i liceów. Szkołę założyła organizacja Czerwonego Półksiężyca. Mochnacka była jedną z 26 pielęgniarek z zagranicy które pracowały w Turcji w latach 1931-1962 wpływając na rozwój pielęgniarstwa, edukację pielęgniarską, organizację pracy szpitali.
W 1943 Mochnacka przyjęła propozycję wyjazdu do Wielkiej Brytanii od dowództwa Polskich Sił Zbrojnych na Zachodzie, wyjechała z Turcji, dyrektorką szkoły została jej zastępczyni Fatma Bengisu. W Wielkiej Brytanii Mochnacka otrzymała stanowisko Siostry Naczelnej Wojskowego Korpusu Sióstr Służby Zdrowia (1944-1948). W późniejszym czasie została kierowniczką Domu im. Kolbego w Londynie. Udzielała się także społecznie w polskich organizacjach kombatanckich, była członkinią Rady Koła Kobiet Żołnierzy PSZ i Zjednoczenia Polek na Emigracji. Po zakończeniu II wojny światowej otrzymała stanowisko kierowniczki Domu im. Stanisława Kolbego w Londynie. W lipcu 1977 zamieszkała w Polskim Osiedlu w Penrhos w Walii. Zmarła 14 października 1978, w wieku 80 lat, jej prochy spoczęły w kolumbarium na cmentarzu w Pwllheli (Columbarium, panel 2, tablica 10).